# Гавриїл VIII
Гавриїл VIII (копт. Ⲡⲁⲡⲁ Ⲁⲃⲃⲁ Ⲅⲁⲃⲣⲓⲏⲗ; д/н — 14 травня 1603) — 97-й папа (абба) Александрійський та патріарх усієї Африки при Святому Престолі Святого Марка у 1587—1603 роках.

## Життєпис
Його мирське ім'я було Шенуда. Народився у містечку Меєра. Став ченцем у монастирі святого Пішоя в Ваді-Натрун, де перебував до обрання його папою 20 червня 1587 року. Під час його висвячення копти розділилися, і вони обрали собі чотирьох різних патріархів. Пізніше папство Гавриїла VIII було прийнято коптською громадою.
1594 року відправив посольство на чолі із архідияконом Барсо, яка привезла папі римському Клименту VIII. 15 січня 1595 року вони підписали в Римі католицьке сповідання. Втім це не мало якоїсь продовження та значного впливу на справи Коптської православної церкви. У 1596—1597 роках делегації, спрямовані Гавриїлом VIII до Риму підтвердили папську першість, католицьке сповідання віри і від імені папи декларацію про унію. Втім через протидію противників унії в Коптській церкві декларацію Гавриїла VIII не було оприлюднено.
Гавриїл VIII постановив, що піст апостолів повинен починатися 21 паоні (28 червня) і закінчуватися 5 епіпа (12 липня), а Адвент повинен починатися 1 коіака (10 грудня). Він також скасував піст Йони та дозволив, щоб піст Успіння Діви Марії бути необов'язковим. У той час копти прийняли ці рішення, але після його смерті пости були відновлені.
Помер 1603 року в монастирі Св. Марії (Дейр-Суріана). Його наступником став Марк V.